# Kikki, Bettan & Lotta
Kikki, Bettan & Lotta var en supertrio, aktiv åren 2001–2004 och bestående av Kikki Danielsson, Elisabeth "Bettan" Andreassen och Lotta Engberg.

## Karriären tillsammans
I november år 2000 uppträdde Kikki Danielsson, Elisabeth Andreassen och Lotta Engberg på TV-galan "En helg för världens barn", där de sjöng sången "Feels Like Home". Detta var första gången alla tre sjöng tillsammans . Kikki Danielsson och Elisabeth Andreassen hade dock sjungit ihop i gruppen Chips i början av 1980-talet.
Detta födde en idé om att de tre skulle turnera mer ihop.  Kikki, Bettan & Lotta deltog i den svenska Melodifestivalen 2002 med melodin "Vem e' de' du vill ha", som slutade trea i finalen den 1 mars 2002. Den 8 mars 2002 utkom samlingsalbumet 20 år med oss. Den 9 juli 2002 medverkade trion i Allsång på Skansen. Den 14 juli 2002 deltog de i firandet av den svenska kronprinsessan Victorias 25-årsdag på Öland.
Den 12 september 2002 startade krogshowen "Kikki Bettan Lotta – Tre stjärnor på samma scen" på Rondo i Göteborg i Sverige under ledning av kapellmästare Leif Ottebrand. Showen blev populär och pågick till den 10 maj 2003 med ett uppehåll för julhelgen 2002-2003. 2003 utkom samlingsalbumet Live från Rondo med utdrag från showen. Den 3 oktober 2003 hade krogshowen nypremiär på Cirkus på Södra Djurgården i Stockholm i Sverige, där den pågick till den 20 december 2003. 
Kikki, Bettan & Lotta deltog i Norsk Melodi Grand Prix 2003 med melodin "Din hånd i min hånd", som slutade på fjärde plats, en sång som Elisabeth Andreassen skrivit texten till. Från januari 2004 deltog dock inte Kikki Danielsson av "personliga skäl". Elisabeth Andreassen och Lotta Engberg turnerade sedan runtom i Sverige, med premiär i Kalmar den 20 februari och avslutning i Norrköping den 18 april. Några månader senare deltog Elisabeth Andreassen och Lotta Engberg i turnén "Diggiloo", där bland annat även Lasse Holm var med. Därefter avslutades samarbetet.
Den 16 juli 2012 uppträdde återigen alla tre artisterna tillsammans tillfälligt på Lotta Engbergs allsång i Göteborg.

## Eurovision Song Contest

### Melodifestivalen
- 2002 – "Vem e' de' du vill ha" (3:a)

### Norsk Melodi Grand Prix
- 2003 – "Din hånd i min hånd" (4:a)

## Diskografi

### Samlingsalbum
| Titel           | Släppår |
| --------------- | ------- |
| 20 år med oss   | 2002    |
| Live från Rondo | 2003    |

### Singlar
| Titel                   | Släppår |
| ----------------------- | ------- |
| "Vem e' de' du vill ha" | 2002    |

## Melodier på Svensktoppen
| Titel                   | Inträdesår/Utträdesår |
| ----------------------- | --------------------- |
| "Vem e' de' du vill ha" | 2002                  |

### Fotnoter
1. ↑  Christian Ström (17 juli 2012). ”Nu öppnar de för en comeback”. Aftonbladet. http://www.aftonbladet.se/nojesbladet/tv/article15126862.ab. Läst 28 juli 2012.